# Heretic (film)
Heretic is een Amerikaanse horrorfilm uit 2024, geschreven en geregisseerd door Scott Beck en Bryan Woods. De hoofdrollen worden vertolkt door Hugh Grant, Sophie Thatcher en Chloe East.

## Verhaal
Wanneer twee jonge Mormoonse missionarissen aanbellen bij een ogenschijnlijk vredig huisje en de inwoner Mr. Reed proberen te bekeren, blijkt dit gevaarlijker dan verwacht.

## Rolverdeling
| Acteur          | Personage     |
| --------------- | ------------- |
| Hugh Grant      | Mr. Reed      |
| Sophie Thatcher | zuster Barnes |
| Chloe East      | zuster Paxton |
| Topher Grace    | Elder Kennedy |
| Elle Young      | profeet       |

## Productie
In juni 2023 werd gemeld dat Scott Beck en Bryan Woods de A24-film Heretic zouden schrijven en regisseren, en dat Hugh Grant en Chloe East in gesprek waren voor de hoofdrollen.

### Filmopnames
De belangrijkste filmopnames vonden plaats in Vancouver gedurende 30 dagen van 3 oktober tot 16 november 2023. De productie kreeg een interim-overeenkomst die het filmen tijdens de SAG-AFTRA-staking van 2023 toeliet.

## Release
Heretic ging op 8 september 2024 in première op het Internationaal filmfestival van Toronto. De film kreeg overwegend positieve kritieken van de filmcritici, met een score van 91% op Rotten Tomatoes, gebaseerd op 281 beoordelingen.

### Kassaopbrengsten
Heretic ging op 8 november 2024 in de Amerikaanse bioscopen in première naast The Best Christmas Pageant Ever, Elevation en Weekend in Taipei met de verwachting van een bruto opbrengst in het openingsweekend van 8 miljoen Amerikaanse dollars in 3221 bioscopen. De film bracht uiteindelijk 11 miljoen dollar op in zijn openingsweekend en eindigde daarmee op de derde plaats aan de kassa. Op 12 november 2024 had de film, samen met de opbrengst van 2,6 miljoen dollar in de andere gebieden, een totale opbrengst van 13,6 miljoen dollar.

## Prijzen en nominaties
De belangrijkste:
| Jaar | Prijs              | Categorie                                     | Genomineerde(n) | Uitslag     |
| ---- | ------------------ | --------------------------------------------- | --------------- | ----------- |
| 2025 | Golden Globe Award | Beste acteur in een film – musical of komedie | Hugh Grant      | Genomineerd |